# Sotira (geslacht)
Sotira is een kevergeslacht uit de familie van de boktorren (Cerambycidae). De wetenschappelijke naam van het geslacht werd voor het eerst geldig gepubliceerd in 1885 door Pascoe.

## Soorten
Sotira is monotypisch en omvat slechts de volgende soort:
- Sotira flexuosa Pascoe, 1885